# Voyage en Abyssinie
Voyage en Abyssinie (abreviado Voy. Abyssinie (Delile)) es un libro con ilustraciones y descripciones botánicas que fue escrito por el médico y botánico francés Alire Raffeneau Delile y publicado en París en el año 1847.